# Двойной обман
«Двойной обман» (др.-греч. Δὶς ἐξαπατῶν, буквальный перевод — «Дважды обманывающий») — комедия древнегреческого драматурга Менандра (IV—III века до н. э.), текст которой сохранился фрагментарно в составе Оксиринхских папирусов. При этом часть текста испорчена (по-видимому, безнадёжно). Общий сюжет восстанавливается благодаря комедии Плавта «Вакхиды» которая представляет собой латинскую переделку «Двойного обмана». При этом, сравнивая тексты двух пьес, исследователи получили уникальную возможность понять, как римские драматурги работали с исходным материалом.
Основная сюжетная интрига связана с любовью двух молодых людей, Сострата и Мосха, к двум сёстрам-гетерам.